# Vescheim
Vescheim (deutsch Weschheim) ist eine französische Gemeinde mit 306 Einwohnern (Stand 1. Januar 2022) im Département Moselle in der Region Grand Est (bis 2015 Lothringen). Sie gehört zum Arrondissement Sarrebourg-Château-Salins und zum Kanton Phalsbourg.

## Geografie
Vescheim liegt am Ostrand des Départements, etwa 15 Kilometer nordöstlich von Sarrebourg, am Fluss Südliche Zinsel, auf einer Höhe zwischen 237 und 295 m über dem Meeresspiegel. Das Gemeindegebiet umfasst 1,81 km².

## Geschichte
Der Ort war im Mittelalter Besitz der Bischöfe von Straßburg und gehörte ab 1661 zu Frankreich, wurde dann durch den Frieden von Frankfurt 1871 deutsch und nach dem Ersten Weltkrieg französisch. Auch in der Zeit des Zweiten Weltkriegs war die Region unter deutscher Verwaltung.

### Bevölkerungsentwicklung

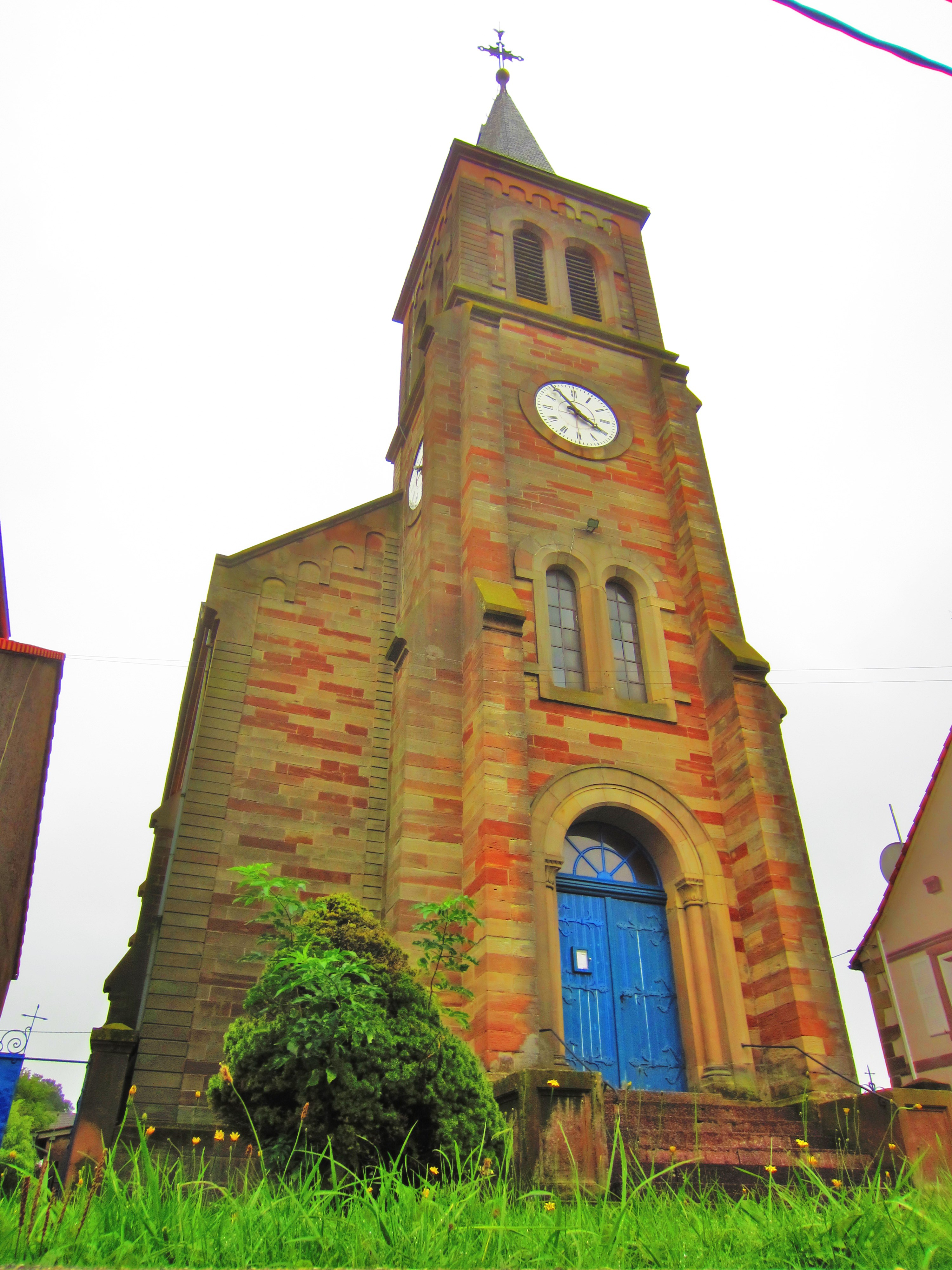
Kirche Saint-Antoine-de-Padoue

| Jahr      | 1962 | 1968 | 1975 | 1982 | 1990 | 1999 | 2007 | 2013 | 2019 |
| Einwohner | 210  | 186  | 180  | 185  | 197  | 228  | 228  | 284  | 310  |